# 독성유전체학
독성유전체학(毒性遺傳體學, 영어: toxicogenomics)은 세포내의 단백질이 독성이 있는 화학물을 투여했을 때 어떤 반응을 보이는지를 대량으로 연구하는 오믹스(체학)의 하나이다. 주로 DNA칩 같은 방법을 쓴다. 약물유전체학과 분야가 많이 겹친다. 생정보학의 발달로 급속 성장을 하고 있는 분야이다. 한국에서는 독성연구원에서 연구 프로젝트가 있다. 독성연구원은 현재 식품의약품안전평가원이다.

## 같이 보기
- 비교유전체학
- 기능유전체학
- 유전체학
- 단백체학